# Medal Politechniki Warszawskiej
Medal Politechniki Warszawskiej − najwyższe odznaczenie przyznawane przez Politechnikę Warszawską.
Laureaci
- 1998:
  - Maria Drac
  - Wiesław Kawecki
  - Jan Oderfeld
- 1999:
  - Jerzy Osiowski
  - Franciszek Piaścik
  - Władysław Tryliński
- 2000:
  - Halina Skibniewska
  - Edward Bruce Lee
- 2001:
  - Eckhart Blaß
  - Jan Ebert
  - Stefan Wojciechowski
- 2002: Andrzej Szuster
- 2003:
  - Henryk Tunia
  - Andrzej Makowski
  - Anna Walentyna Jankowska
  - Celeste Zawadzka
  - Karol Romanowski
- 2004:
  - Jan Petykiewicz
  - Jacek Stupnicki
  - Giancarlo Michellone
- 2005:
  - Jacek Kubissa
  - Andrzej S. Nowak
- 2006:
  - Małgorzata Kujawińska
  - Włodzimierz Zych
- 2007: Zdzisława Pilicz
- 2008:
  - Andrzej Gomuliński (pośmiertnie)
  - Bohdan Utrysko
- 2009:
  - Karol Perłowski
  - Stanisław Janeczko
- 2010:
  - Józef Glemp
  - Zygmunt Trzaska Durski (pośmiertnie)
- 2011:
  - Hugo Thienpont
- 2012:
  - Władysław Włosiński
  - Andrzej Jakubiak
  - Grażyna Maciejko
  - Henryk Skarżyński
  - Andrzej Muster
  - Elżbieta Dudzińska
- 2014: Piotr Wolański
- 2015: Zbigniew Florjańczyk
- 2016: Janusz Kapusta
- 2017:
  - Maria Czupratowska-Semczuk
  - Wojciech Radomski
- 2018:
  - Roman Barlik
  - Grzegorz Pawlicki
- 2019: 
  - Konrad Kucza-Kuczyński
  - Dariusz Zimnicki